# 九嵕山
九嵕山位於中國中西部的陕西省，咸陽市禮泉縣東北22公里，山峰海拔1,188米，山勢突兀，峰巒挺拔，溝壑縱橫，山環水繞，有涇水環繞其後，渭水縈帶其前，南隔關中平原，與太白、終南諸峰遙相對峙。一般当地人默认指的是唐朝李世民的陵墓。

## 名稱由來
該山在广袤千里的关中平原北部，有一道横亘东西的山脉，山恋起伏，冈峰横截，与关中平原南部的秦岭山脉遥相对峙。这道山脉在醴泉县（今陕西礼泉县）境内，突兀而起一座山峰，刺破青天，海拔高达1,188米，它的周围，均匀地分布着九道山梁，把它高高拱举。古代把小的山梁称为嵕，它因而得名九嵕山。

## 歷史事蹟
唐朝初年，唐太宗带兵打仗和狩猎，多次经过九嵕山一带，非常喜欢九嵕山的挺拔奇绝和美丽风光，岚浮翠涌，奇石参差，百鸟在林间歌唱，苍鹰在峰顶翱翔，流泉飞布，众山环绕，衬托得九嵕主峰孤耸回绕。
天氣晴朗之時，站在唐長安城高處向西北遠眺，能清晰看到九峻山雄偉的身影。魏征曾借與太宗一起遠望九峻山之機迂回進諫，被傳為一時之佳話。
唐太宗貞觀十年（636年），唐太宗的皇后长孙氏病危，临终之时，对唐太宗叮嘱后事说：「今死，不可厚费。且葬者，藏也，欲人之不见。自古圣贤皆崇俭薄，惟无道之世，大起山陵，劳费天下，为有识者笑。但请因山而葬，不须起坟，无用棺椁，所须器服，皆以木瓦，俭薄送终，则是不忘妾也。」
唐太宗遵照长孙皇后的遗言，在皇后崩后，把她临时安厝在九嵕山新凿之石窟，陵名昭陵。并决定把昭陵也作为自己的归宿之地，等他驾崩后与皇后合葬。于是在昭陵穿凿地宫，开始了大规模的营建工程。
九嵕山「九峰俱峻」，山形奇特。從南看為圓錐形，從西南看為覆鬥形，從東南看又像筆架。唐太宗親自選此山為陵，自有其道理。

## 相關詩文
杜牧曾作《將赴吳興登樂游原》一詩詠頌九嵕山：清時有味是無能，閑愛孤雲靜愛僧。欲把一麾江海去，樂游原上望昭陵。該詩表達了作者想出守外郡為國出力，又不忍離京的忠君愛國之情。以登樂游原起興，以望昭陵戛止。熱愛祖國，追懷盛世之情自在，為國捐軀，抱負未能施展之意自見。簡煉深刻，沈鬱含蓄。

## 外部連結
[在维基数据编辑]
 《欽定古今圖書集成·方輿彙編·山川典·九嵕山部》，出自陈梦雷《古今圖書集成》